# ソンヤ・スミス
ソンヤ・スミス（Sonya Smith、1972年4月23日 - ）は、アメリカの女優。アメリカ合衆国ペンシルベニア州フィラデルフィア出身。
日本では人気テレノベラシリーズ『ビクトリア〜愛と復讐の嵐』の主演で有名。
母親はベネズエラ出身の女優。
アメリカ在住だが、主にベネズエラなどのTVドラマで活躍中。
2008年、極秘で『ビクトリア〜愛と復讐の嵐』で共演したガブリエル・ポラスと結婚したが、2013年に離婚した。